# Eriothrix stackelbergi
Eriothrix stackelbergi är en tvåvingeart som beskrevs av Kolomiets 1967. Eriothrix stackelbergi ingår i släktet Eriothrix och familjen parasitflugor. Inga underarter finns listade i Catalogue of Life.